# Vulpes zerda

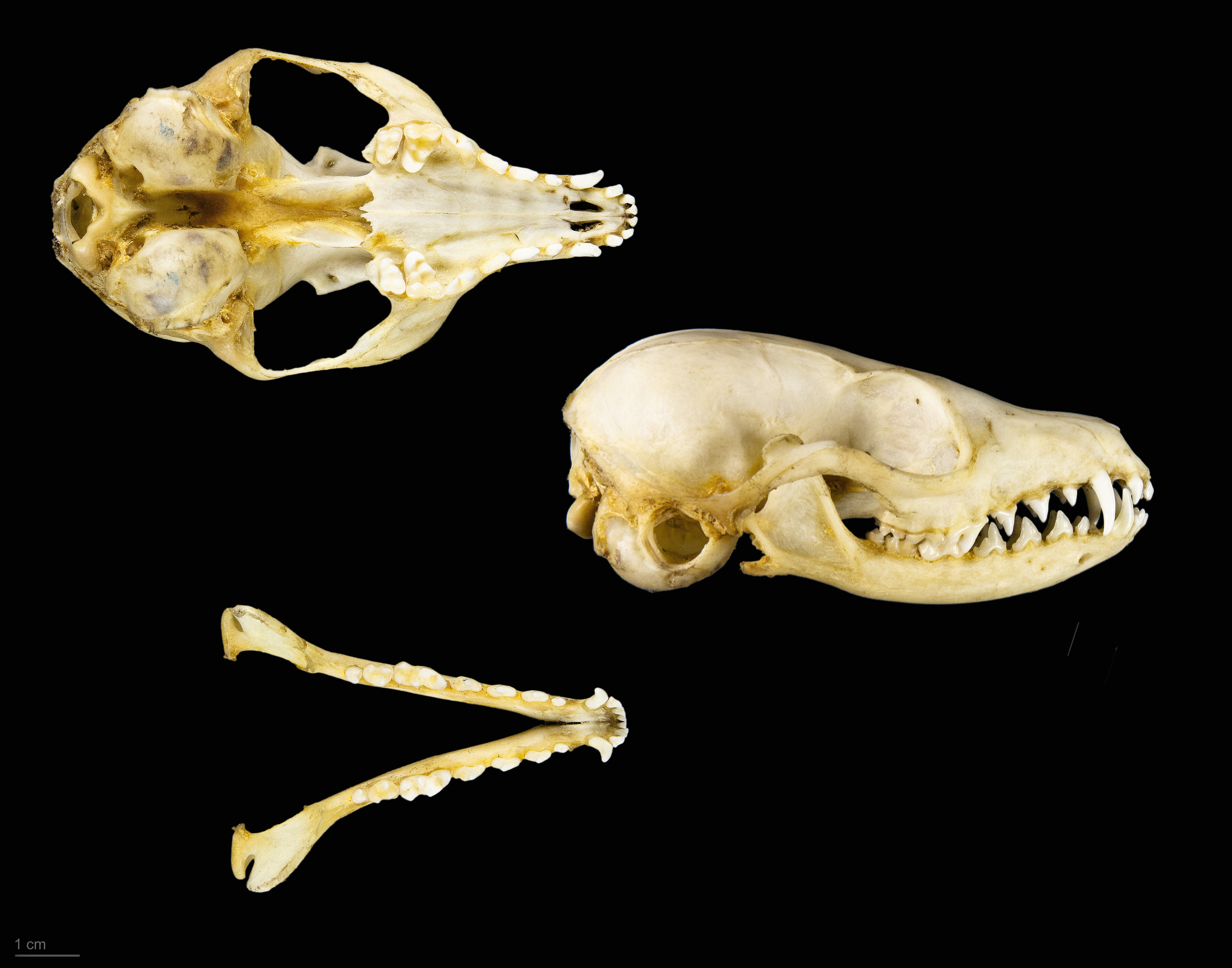
Vulpes zerda - Museo di Tolosa

Il fennec (Vulpes zerda, Zimmermann, 1780) noto anche come volpe del deserto (raramente fenneco o megaloto) è una piccola volpe che abita nell'entroterra desertico del Nordafrica. Anche se alcuni studiosi ritengono si tratti dell'unica specie facente parte di un genere a sé stante (Fennecus), molti ritengono appartenga al genere Vulpes.

## Descrizione
Il fennec è il più piccolo canide del mondo: il suo peso si aggira intorno a 1 kg. In media è alto 20 cm e lungo circa 30 cm, la coda è lunga 25 cm.
Le lunghe orecchie, che possono raggiungere 15 cm, servono per disperdere il calore e gli offrono un ottimo udito. Il pelo respinge la luce del sole di giorno grazie al colore e conserva calore durante la notte; inoltre gli permette di mimetizzarsi perfettamente nel deserto. Le zampe nella parte inferiore sono coperte da un pelo molto spesso che le protegge dal calore della sabbia.

## Biologia
È un mammifero notturno. Scava estese e profonde tane sotterranee, nei cunicoli delle quali si nasconde durante il giorno per ripararsi dal sole. Vive in branchi di 10-12 individui. Di notte caccia roditori, insetti (soprattutto locuste), uccelli, lucertole e altri piccoli rettili. Mangia anche le uova. Ricava l'acqua di cui necessita dalle sue prede, ma occasionalmente può nutrirsi di bacche e foglie, ricche di liquidi.
È un animale estremamente curioso e intelligente. Per questa sua caratteristica e per l'abitudine di scomparire di colpo in una delle sue lunghe gallerie sotto la sabbia non appena si sente osservato, i nomadi lo chiamano "folletto del deserto".

## Riproduzione
In primavera, dopo circa 50 giorni di gestazione, la femmina dà alla luce da 2 a 5 piccoli, i quali, nel primo mese di vita, si nutrono esclusivamente del latte materno.

## Addomesticamento
I fennec costituiscono l'unica varietà di volpe che si può veramente ritenere parzialmente addomesticabile. Possono essere allevati come cani, ma riescono a scappare molto facilmente. Sono abili scavatori: nel caso si volesse allevare un fennec, bisognerebbe ricorrere a reti ben conficcate nel terreno.
I fennec addomesticati si dimostrano piuttosto socievoli, anche con gli estranei. Estremamente attivi, possono persino rendere esausti gli altri animali domestici a causa della loro vivacità.
In molti paesi è illegale possedere un fennec. Come tutti i canidi del genere Vulpes, in Italia è inserito sin dal 1996 nel decreto nº232 del Ministero dell'Ambiente che vieta la detenzione di animali pericolosi.

## Origine del nome
Si ritiene che il termine "fennec" derivi dalla parola araba فنك fanak, equivalente alla parola "volpe". "Zerda" è invece una parola greca che significa "asciutto", riferita all'habitat naturale di questo animale.